# Pôle métropolitain de l'Artois
Ne doit pas être confondu avec Pôle métropolitain Artois Douaisis.
Le Pôle Métropolitain de l'Artois est un ancien syndicat mixte ouvert situé dans le département du Pas-de-Calais.
Le Pôle se définissait comme une instance de gouvernance, de coordination et de mutualisation. Ses collectivités membres restent souveraines sur leurs compétences mais elles ont choisi de partager des analyses, des orientations et, le cas échéant, des actions sur des enjeux communs. Créé en 2015, il est dissout en 2025.
Il est à distinguer du Pôle métropolitain Artois Douaisis qui se situe en limite sud.

## Historique
Le syndicat mixte a été constitué par un arrêté préfectoral du 24 décembre 2015,.
Le Pôle est, en 2024, amené à être dissout. Il est radié le 31 mars 2025.

## Territoire

### Géographie
Le territoire du pôle métropolitain est constitué par celui des trois intercommunalités suivantes :
- communauté d'agglomération de Lens-Liévin
- communauté d'agglomération Hénin-Carvin
- communauté d'agglomération de Béthune-Bruay, Artois-Lys Romane

qui regroupent 150 communes et environ 645 000 habitants, soit 11 % de la population régionale

### Composition
En 2023, le syndicat mixte est constitué de l'union du Pas-de-Calais et de trois intercommunalités :
- communauté d'agglomération de Lens-Liévin
- communauté d'agglomération Hénin-Carvin
- communauté d'agglomération de Béthune-Bruay, Artois-Lys Romane

## Organisation
Le pôle métropolitain est un syndicat mixte ouvert.

### Siège
Le siège du pôle se trouve à la Maison syndicale des mineurs 32 rue Casimir Beugnet.

### Élus
Le syndicat est administré par un comité syndical constitué de délégués élus en leur sein par les assemblées délibérantes de leurs membres, répartis comme suit en 2018 :
- 7 délégués pour la communauté d'agglomération de Lens-Liévin et la communauté d’agglomération de Béthune-Bruay, Artois Lys Romane ou leurs suppléants ;
- 4 délégués pour la communauté d’agglomération d’Hénin-Carvin et le conseil départemental du Pas-de-Calais, ou leurs suppléants.

### Liste des présidents

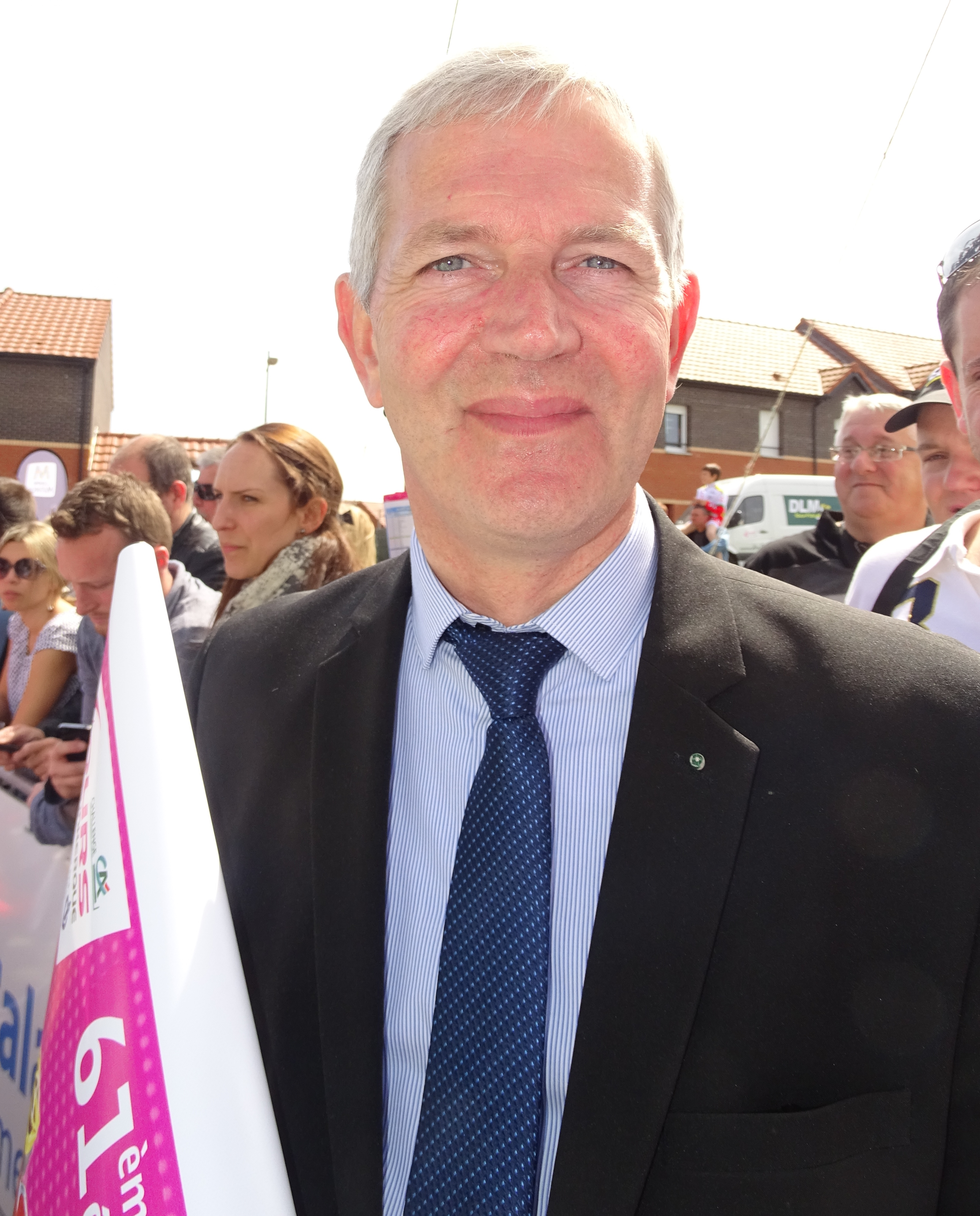
L'ancien président Michel Dagbert lors du départ de la 3e étape des Quatre jours de Dunkerque 2015 à Barlin.

| Période        | Période                    | Identité       | Étiquette | Qualité |
| -------------- | -------------------------- | -------------- | --------- | --- |
| mars 2016      | novembre 2017              | Michel Dagbert |           | Aide soignant Maire de Barlin (2002 → 2014) Conseiller général de Nœux-les-Mines (2015 →) Président du conseil départemental du Pas-de-Calais (2014 → 2017) Sénateur du Pas-de-Calais (2017 → ) Démissionnaire à la suite de son élection comme sénateur |
| novembre 2017  | septembre 2020             | Alain Wacheux  | PS        | Maire de Bruay-la-Buissière (1999 → 2017). Président de la CA de l'Artois (2002 → 2016) Président de la CA Béthune-Bruay, Artois-Lys Romane (2017 → 2020)                                                                                                |
| septembre 2020 | En cours (au 13 juin 2023) | Alain Bavay    |           | Vice-président de la CA de Lens-Liévin Maire-adjoint d’Éleu-dit-Leauwette |

### Compétences
Le syndicat lixte exercait les compétences qui lui ont été transférées par les organismes publics membres, et qui relèvent des enjeux suivants : 
« L’objectif du Pôle Métropolitain de l’Artois est de faire converger l’action de ses membres dans différents domaines comme l’aménagement urbain et paysager, le développement économique et la formation, le développement culturel et social. Ces enjeux se traduisent dans les trois axes du Projet métropolitain :
- aménagement durable du territoire : « de l’Archipel noir à l’Archipel vert » ;
- développement économique et formation : « la Métropole de la Troisième Révolution Industrielle » ;
- enjeu culturel et sociétal : « pour et avec la population ».

### Régime fiscal et budget
Afin de financer l'exercice de ses compétences, ce syndicat mixte est financé par des contributions financières des collectivités membres.

## Projets et réalisations
En 2022 le Pôle Métropolitain de l’Artois intègre Euralens, démarche collaborative née de l’arrivée du Louvre à Lens dans le cadre de la transformation de ce territoire

## Pour approfondir